# ニセフォール・ソグロ
ニセフォール・デュドネ・ソグロ（フランス語: Nicéphore Dieudonné Soglo, 1934年11月29日 - ）は、ベナンの政治家。1990年から1991年まで首相を務めたのち、1991年から1996年まで大統領職にあった。2003年から2015年まで12年間、国内最大都市コトヌーの市長を務めた。
ソグロはフランス領トーゴのバドゥーで生まれ、パリ大学で法学と経済学を学んだ後、ベナン（当時のダホメ）に帰国し、叔父のクリストファ・ソグロ大統領の下で会計検査官を務めた後、スル・ミガン・アピティ政権の下で引き続き財政に携わった。1972年にマチュー・ケレクによるクーデターが起きるとソグロは出国し、国際通貨基金に、ついで世界銀行に勤務した。
1980年代末にはケレク政権は経済運営の失敗から国内での不満が高まり、1990年2月の国民会議によって複数政党制の導入と民主化移行政府の設立が決定され、帰国していたソグロが首相に選出された。1991年の大統領選挙でソグロはケレクを破り、大統領に就任した。ソグロはIMF流の構造調整政策を持って経済再建に当たり、ソグロ統治期の経済成長率は年平均6%を記録したが、これは緊縮財政によって国民に痛みを与えるものだったため国内の不満は高まっていった。
1996年の大統領選挙で、ソグロはケレクに敗れ下野した。ソグロは選挙の不正を訴えたものの、最高裁によってこの訴えは退けられた。2001年の大統領選挙で、ソグロは再びケレクに敗れ、大統領には70歳以上のものは立候補できないという憲法上の規定によって、次回大統領選のある2006年に再び大統領に立候補することはできなくなった。
2002年、ソグロはベナン最大の都市であるコトヌー市長選挙に立候補し、当選。2003年よりコトヌー市長となり、2008年の選挙でも再選された。2015年に市長を退任。後任は息子のレアディ・ソグロ。